# حكايات الرعب

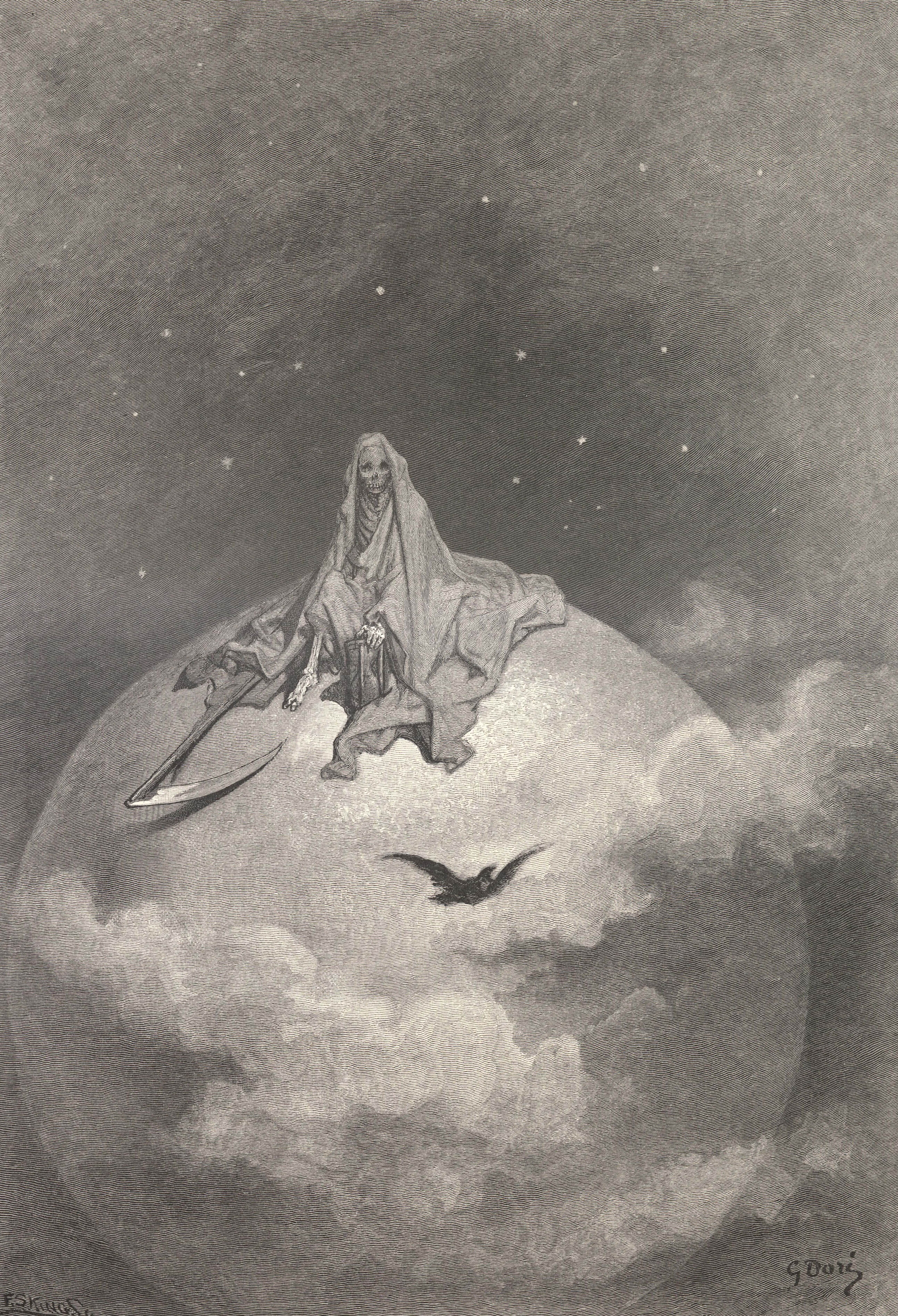
تصوير قصيدة الغراب" لـ غوستاف دوريه

حكايات الرعب هي نوع من الكتابة يهدف لترعيب أو تخويف وتقزيز وإفزاع القراء من خلال إقناعهم بالشعور بالخوف. عرف المؤرخ الأدبي ج.أ كودون حكايات الرعب على أنها جزء من النثر في خيال لأبعاد متفاوتة، والتي قد تصدم أو تخيف القارئ، وربما تبعث شعور التقزز والنفور في نفس القارئ وتخلق جواً غريباً من الخوف ،وغالبًا ما تكون حكايات الرعب خارقة للطبيعة، وقد تكون غير خارقة للطبيعة. وغالباً ما يعرف تركيز حكايات الرعب كنوع من التهديد الذي يفسر كنوع من الاستعارة لخوف كبير في المجتمع.
أصبحت روايات الرعب من تقاليد وعادات الشعوب الأصيلة، فأصبحت تركز على الموت والحياة الأخروية والشر والشياطين. هناك استخدام لظاهرة الساحرات ومصاصي الدماء والمستذئبين.

## التاريخ

### الرعب القوطي في القرن 18
في القرن 18 رسم الرعب القطوي بإبداع وجدل قلعة اوترانتو سنة 1764 للكاتب هورساي والبول. عرفت كأول رواية حديثة تستخدم عنصر الخوراق بدل من الواقعية. في الحقيقة أول طبعة نشرت متخفيه كقصة من القرون الوسطى في إيطاليا واكتشفت وأعيد نشرها من قبل مترجمي الحكايات. وحين تم الكشف عنها كقصه معاصرة وجد الكثير أنها رجعية وقد حدثت في غير زمانها.
أول رواية رعب قوطية ألهمت الكثير من الأعمال مثل فاذيك سنة 1786 للكاتب ويليام بيكفورد وسيكلين رومانس سنة 1790 وأسرار اودلفو سنة 1794 والإيطالي سنة 1796 للكاتبة أنا رادكليف، والقرد سنة 1797 للكاتب ماثيو لويس. أكثر أعمال الرعب الخيالي في هذه الحقبة كتبتها النساء وبيعت لجمهور النساء. السيناريو التقليدي بدأ كنوع من الحيلة ببطلة نسائيه في قلعة كئيبة.

### الرعب في القرن 19
ازدهرت تقاليد الرعب القوطي في القرن 19 وأصبح القراء يطلقون عليه اسم أدب الرعب. من خلال وجود أعمال وشخصيات قوية ونافذة والتي تحتوي على رنين الأفلام والسينما اليوم، والتي نشأت في أعمال ميري شيلي مثل فرانكيشتاين في سنة 1818 وايدغار الآن بوي وشريدا ل فان وروبرت لويس ستيفنسون سترانغ كاس أف دكتور جكيل وسيد هيد سنة 1890 وبريم ستورك ورواية دراكولا 1897. كل هذه الروايات والروائين خلقوا أيقونة راسخة في الرعب الحديث من خلال أعادة تصويرها على المسرح والشاشة.

## الدراسات والإنتقادات
تعود قدم الدراسات لروايات الرعب القوطية بقدم روايات الرعب. في سنة 1826 الروائية القوطية أنا ريدكليف نشرت مقالاً يناقش عنصرين في خيال الرعب وهما: الترهيب والترعيب. حيث إن الترهيب هو شعور الارتياع الذي يصاب به الشخص قبل أن يقع الحدث. والرعب هو شعور أشمئزاز أو تقزز بعد وقوع الحدث.
وصفت ريدكليف الترهيب على أنه اتساع الروح ويقظة الوظائف الجسدية بأعلى درجة من الحياة. ووصفت الرعب بأنه يجمد ويكاد أن يهلك الروح والوظائف الجسدية.
رسمت الدراسات الحديثة في خيال الرعب وصفاً منظماً بناء على مصادر. وفي دراساتهم التاريخية عن روايات الرعب القوطي كلا من ديفاندرا فارما واس أل فرنادو أشارو إلى العالم اللاهوتي رودولف أوتو الذي استخدم مصطلح ظواهر خارقة للطبيعة ليصف التجارب الدينية.

## الأسماء البديلة
يصنف بعض الروائيين قصصهم تحت تصنيف الرعب ولكن البعض ينبذ هذا التصنيف ويجده بشعاً. فيصرون على استخدام تسميات بديلة مثل الخيال الغامض أو حكايات الرعب القوطية. أما بالنسبة للروايات غير الخارقة للطبيعة فهم يطلقون عليها اسم الإثارة النفسية.